# Mesopredadores

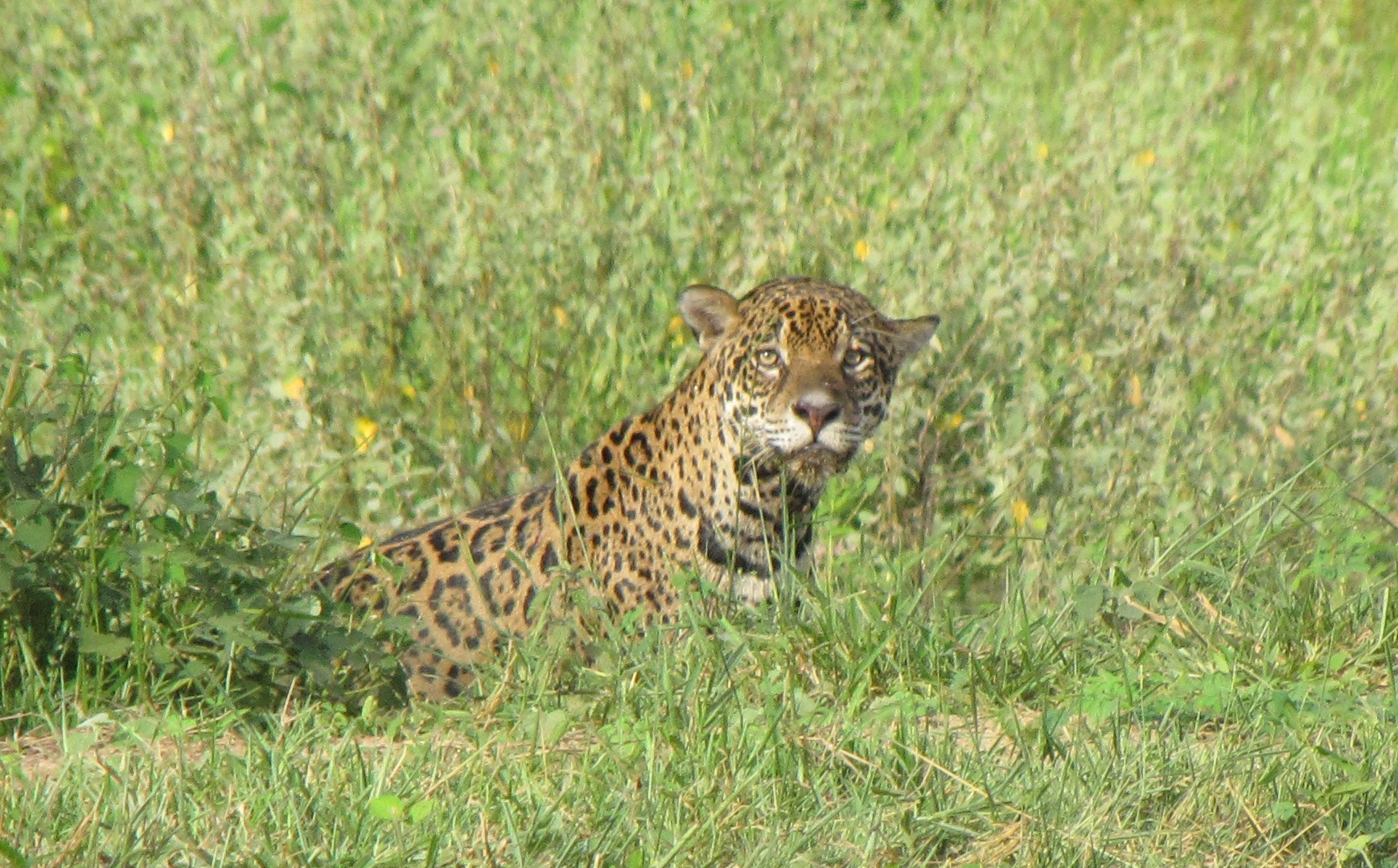
Exemplo de superpredador. Onça pintada.

Um mesopredador é um predador de porte médio que está no meio da cadeia trófica,  e tipicamente predam pequenos animais. Geralmente são onívoros e são predados pelos superpredadores, que regulam a abundância de suas populações.

## Liberação de mesopredadores

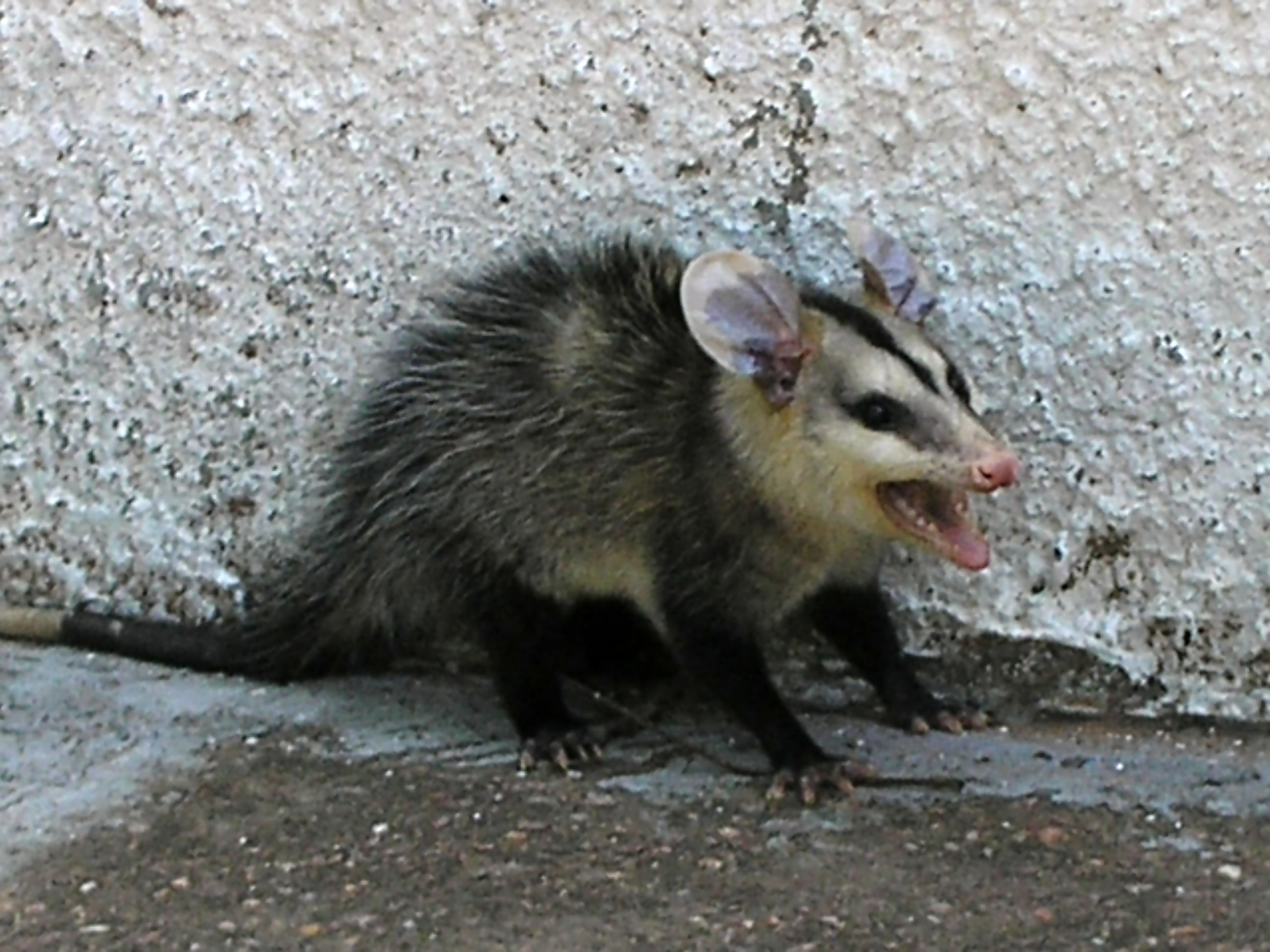
O gambá é um mesopredador.

Alguns estudos sustentam a hipótese, de que se um predador de topo for retirado de um determinado ecossistema, o número das populações de suas presas aumentará drasticamente.Consequentemente essas presas atuarão com forte pressão de predação. Isso desencadeará uma cascata trófica, pois acarretará a escassez na abundância das presas destes segundos predadores, o que levará a comunidade ao desequilíbrio. Para esse fenômeno damos o nome de liberação de mesopredadores.
Um exemplo clássico de liberação de mesopredadores é o que aconteceu no lago Guri na Venezuela. Com a implantação de uma usina hidrelétrica, houve a formação de pequenas ilhas, cujo tamanho não permitia a existência de um predador de topo. Estudos realizados pelo pesquisador John Terborgh e sua equipe demonstraram que esses predadores, como onças e as harpias ou mesmo parasitóides especializados, eram espécies-chave, por manter o equilíbrio na cadeia trófica. Na ausência desses animais as ilhas foram totalmente dominadas pelas suas presas, visto que algumas ilhas foram dominadas por bugios e outras por formigas saúvas. Logo, nestes locais dominados por herbívoros, a vegetação sofreu forte pressão de predação, e somente as espécies mais resistentes conseguiram sobreviver. Com essas mudanças no funcionamento da floresta, a diminuição da serrapilheira e o desaparecimento do sub-bosque, devido ao pastejo, foram comuns. Isso desencadeou a extinção local de diversas espécies.

## Exemplos
Estes são alguns dos mesopredadores mais conhecidos.
- Coiote (Canis latrans)
- Velociraptor
- Jacaré-de-papo-amarelo
- Tubarão-galha-branca
- Chacal-dourado(Canis aureus)
- Chacal(Canis lupulella)
- Gambá
- Cão-guaxinim
- Babuino
- Camgambá
- Guaxinim
- Mahi mahi
- Mangusto
- Gato tubarão
- Cação
- Lula gigante
- Raposa
- Arraia